# Gonzalo Fernández (político)
Gonzalo Daniel Fernández Domínguez (Montevideo, 21 de marzo de 1952) es un abogado penalista, profesor y político uruguayo. Fue secretario de Presidencia, canciller de la República y ministro de Defensa Nacional en el primer gobierno de Tabaré Vázquez. Se destaca como catedrático en derecho penal, grado 5.

## Biografía

### Carrera política
Fue la mano derecha de Tabaré Vázquez, presidente de la República Oriental del Uruguay, con el cargo de secretario de Presidencia.
El 3 de marzo de 2008 asumió como ministro de Relaciones Exteriores en sustitución de Reinaldo Gargano. Pertenece al Partido Socialista.
Sin militancia activa de importancia Fernández militó en las etapas previas a la dictadura en uno de los cantones socialistas y se afilió al PS en 1985. Ingresó al Comité del Partido Socialista pero abandonó el lugar en el 2003 cuando recibió críticas desde su partido cuando se dio a conocer que asumiría la defensa del banquero Jorge Peirano Basso, hoy en prisión por estafa en el Banco Montevideo. 
Fernández conoció a Tabaré Vázquez a través de la entonces secretaria general de la comuna montevideana, Azucena Berrutti, y del secretario político del exintendente, Ariel Bergamino. Luego, asumió el papel de asesor legal de la clínica oncológica del doctor Vázquez en Montevideo.
Durante la presidencia de Jorge Batlle, integró la Comisión para la Paz, encargada de encontrar el paradero de desaparecidos durante la dictadura.
Cuando el 1 de marzo de 2005 asume la presidencia Vázquez, Fernández asume como secretario de la Presidencia. Posteriormente, el 11 de febrero de 2008 Vázquez lo nombra ministro de Relaciones Exteriores, cargo que ocupó el 3 de marzo del mismo año.
El 31 de agosto de 2009, Fernández abandonó la Cancillería para asumir como Ministro de Defensa Nacional, ante la renuncia de José Bayardi. A su vez, en lugar de Fernández asumió como nuevo canciller el exsubsecretario Pedro Vaz.

### Actualidad
El 20 de agosto de 2010 Fernández fue denunciado en el juzgado de segundo turno del crimen organizado como aparente «articulador» de una «conspiración» que desencadenó la clausura del caso de los hermanos Jorge, José y Dante Peirano Basso y de otros directores y gerentes del quebrado Banco de Montevideo. Gonzalo Fernández protagonizó un debate en el Parlamento con el senador nacionalista Sergio Abreu acerca de la autoría intelectual de la derogación del artículo 76 de la Ley N.º 2230, que permitió la clausura del caso. Abreu había dicho al semanario Brecha que el excanciller le había pedido que incluyera en un proyecto de ley la eliminación del delito que establecía que los directores y administradores de sociedades anónimas que cometieran fraude sufrirían una pena de entre 2 y 5 años de penitenciaría. Los directores y gerentes del Banco de Montevideo estaban acusados de dicho delito, aunque ya se encontraban en libertad provisional. A su vez, la fiscalía había pedido la condena por el delito de insolvencia societaria fraudulenta, una figura penal más grave, tipificada en el artículo 5 de la Ley N.º 14 095.
Fernández sostuvo en todo momento que la derogación del artículo 76 de la Ley 2230 de 2 de junio de 1893 no alteraba la incriminación de los Peirano, quienes debían continuar siendo procesados por el delito de quiebra fraudulenta.
Como consecuencia de lo anterior, al iniciarse diciembre de 2010, y frente a la decisión del Frente Amplio de juzgar su conducta en el Tribunal interno del partido, presentó su renuncia indeclinable al Frente Amplio mediante una carta dirigida al presidente del mismo ingeniero Brovetto.
El 14 de abril de 2011 la Suprema Corte de Justicia revocó definitivamente la providencia que decretó la clausura del caso de los Peirano. En mayo de 2013 la denuncia contra Gonzalo Fernández por su participación en una «aparente conspiración criminal» junto con «funcionarios públicos de muy alta jerarquía» fue archivada.

## Documental
- Fernández es una figura entrevistada en el documental de 2024 Jorge Batlle: entre el cielo y el infierno, dirigido por Federico Lemos.